# Оливейра, Эрнешту
Эрне́шту Ноге́йра де Оливе́йра (порт. Ernesto Nogueira de Oliveira; 28 июня 1921 или 28 июля 1921, Лиссабон — 24 февраля 2016) — португальский футболист, игравший на позиции вратаря, выступавший за лиссабонский Атлетико (футбольный клуб, Лиссабон).
С 1945 по 1956 года выступал за «Атлетико» Лиссабон, за который провёл более сотни матчей.
Игрок национальной сборной Португалии. Дебютировал за команду 14 мая 1950 года матчем в Оэйраше против англичан (3:5). Всего провёл за сборную страны 6 матчей, в которых португальцы дважды сыграли вничью при 4 поражениях.